# Gare de Pontmort
La gare de Pontmort est une gare ferroviaire française de la ligne de Saint-Germain-des-Fossés à Nîmes-Courbessac, située sur le territoire de l'ancienne commune de Cellule (commune déléguée de Chambaron-sur-Morge depuis le 1er janvier 2016), à deux kilomètres du centre bourg, dans le département du Puy-de-Dôme en région Auvergne-Rhône-Alpes.
Elle est mise en service en 1855 par la Compagnie du chemin de fer de Paris à Orléans (PO). C'est une halte ferroviaire de la Société nationale des chemins de fer français (SNCF), desservie par des trains TER Auvergne-Rhône-Alpes.

## Situation ferroviaire
Établie à 330 m d'altitude, la gare de Pontmort est située au point kilométrique (PK) 398,961 de la ligne de Saint-Germain-des-Fossés à Nîmes-Courbessac, entre les gares d'Aubiat et de Riom - Châtel-Guyon. La ligne est à voie unique.
« Pontmort » aurait pour origine le nom du lieu où l'on trouve un pont sur la Morge.

## Histoire
En 1853 l'enquête faite pour choisir l'emplacement des gares conclut à la création de la gare de Pontmort. Elle est mise en service par la Compagnie du chemin de fer de Paris à Orléans (PO) le 7 mai 1855, lorsqu'elle ouvre la première voie de la section de Saint-Germain-des-Fossés à Clermont-Ferrand. C'est la Compagnie du chemin de fer Grand-Central de France qui en prend l'exploitation à la suite de la cession de la ligne par le PO.
Elle figure dans la nomenclature 1911 des gares, stations et haltes, de la Compagnie des chemins de fer de Paris à Lyon et à la Méditerranée, c'est une gare nommée Pontmort. Elle porte le no 3 de la section Moret-Les-Sablons à Nimes (suite). C'est une gare ouverte au service complet de la grande vitesse (GV) et de la petite vitesse (PV).
La gare a été en août 1943 le théâtre de l'évasion audacieuse de 11 prisonniers venant de Riom, organisée par la Résistance locale.
En 1998, le bâtiment voyageurs désaffecté était toujours présent sur le site. Il a été détruit depuis.

## Service des voyageurs

### Accueil
Halte SNCF, c'est un point d'arrêt non géré (PANG) à entrée libre. Elle dispose d'un quai avec abris.

### Desserte
Pontmort est desservie par des trains TER Auvergne-Rhône-Alpes qui effectuent des missions entre les gares de Clermont-Ferrand et de Gannat.
La gare de Pontmort possède un quai unique de 194 mètres de longueur utile. Le quai a dû être rallongé (travaux issus du CPER 2007-2013) en vue de l'arrivée des trains Régiolis qui pourraient être utilisés en unité multiple.

### Intermodalité
Établie à deux kilomètres du centre bourg de l'ancienne commune de Cellule, elle dispose d'un parking à proximité. Elle est desservie par des cars TER qui complètent la desserte ferroviaire : ligne de Gannat à Clermont-Ferrand.
La gare est desservie par le transport à la demande (TAD) de la communauté d'agglomération Riom Limagne et Volcans. Elle est le point de rabattement depuis les communes de Chambaron sur Morge, Le Cheix et Pessat-Villeneuve.